# Roseli de Belo
Roseli de Belo, född den 7 september 1969 i São Paulo, Brasilien, är en brasiliansk fotbollsspelare. Vid fotbollsturneringen under OS 2004 i Aten deltog hon i det brasilianska lag som tog silver. 